# Penny Hulse
Penelope Anne Hulse (Sudáfrica) es una política de Nueva Zelanda, que fue Vicealcalde de Auckland en la formación del Consejo de Auckland hasta el 2016. Representó al Distrito de Waitākere en el consejo y es presidenta del Comité de Ambiente y Comunidad.

## Carrera política
| Consejo de Auckland | Consejo de Auckland | Consejo de Auckland |
| Periodo             | Distrito            | Afiliación          |
| ------------------- | ------------------- | ------------------- |
| 2010-2013           | Waitakere           | Independiente       |
| 2013-2016           | Waitakere           | West at Heart       |
| 2016-2019           | Waitakere           | West at Heart       |

Empezó su carrera en 1992 cuándo ella fue elegida a la Junta Comunitaria de Waitakere. En 1995 fue elegida al Consejo de Waitakere. Hulse fue asignada como vicealcalde en 2007 junto a Bob Harvey.
En el elecciones de 2010, Hulse obtuvo un lugar en el Distrito de Waitākere. Fue nombrada como vicealcalde por el entonces alcalde Len Brown. Sería reelecta en 2013. Hulse vivió en la Península Te Atatū y realizaba ciclismo para ir a trabajar en el Auckland CBD desde que la ciclopista Nelson Street fue inaugurada al público en diciembre de 2015.
Hulse fue reelegida al consejo en 2016 y también al fideicomiso de licencias de Waitakere. El nuevo alcalde de Auckland, Phil Goff, la reemplazó de la vicealcaldía pero la designó como presidenta del Comité de Ambiente y Comunidad, uno del tres comités generales del consejo.
En los Honores de Año Nuevo de 2020, Hulse fue nombrado como Miembro del Orden del Mérito de Nueva Zelanda, por sus servicios al gobierno local.